# Friedrich Schuller I.
Friedrich I. Schuller  (n. 18 aprilie 1857, Sibiu - d. 21 octombrie 1909, Sibiu) a fost un istoric al relațiilor socio-politice din Transilvania veacurilor XIV-XVI, bibliograf și biograf. Ca istoric cu numeroase cercetări, a adus o mare contribuție la istoria folclorului săsesc transilvănean.

## Biografie
Friedrich I. Schuller  s-a născut în data de 18 aprilie 1857 în comuna Șura Mică, județul Sibiu (Hermannstadt). Tatăl său a fost executor judecătoresc. A murit în data de 21 octombrie 1909, la Sibiu.

## Studii și activitate
Studiile gimnaziale le-a urmat la Sibiu. A desfășurat între anii 1876-1877 studiile superioare de Teologie Luterană la Universitatea Tübingen, între 1877-1879 a urmat studiile de Psihologie, Istorie, Filosofie și Teologie Luterană la Universitatea Leipzig. În 1895 a obținut doctoratul la Universitatea Halle.
În urma finalizării studiilor, a fost angajat la Arhivele Naționale Sibiene. Mai apoi, a predat la școala primară din 1881, a fost angajatca profesor suplinitor la „Biserica  Evanghelică Augusburger Bakenntnis”(„Biserica Evanghelică de Confesiune Augustană”) și la „Realschule” (Școala reală). Ulterior, a fost profesor la Gimnaziu și din 1899–1908 profesor extern de germană, istorie și geografie la Școala de cadeți pentru copii(Kadettenschule). În plus,a fost angajat permanent din 1884, 1895-1899 în comitetul de redacție al Transilvaniei.

## Operă
Inspirat de lucrarea lui Johann Karl Schuller, a început încă din 1882 să studieze sursele Arhivei din Viena, lucru pe care a putut să-l continue în 1884 pe baza unei burse, completând astfel substanțial edițiile lui Schuller pentru perioada de după 1526.

### Listă selectivă a lucrărilor:

#### Cărți:
- Volksstatistik der Siebenbürger Sachsen, Halle, 1895.
- Aus sieben Jahrhunderten. Acht Vorträge aus der siebenbürgisch-sächsischen Geschichte, Sibiu, 1895.[2]

#### Articole și studii:
- Beiträge zur äußeren Geschichte der sieben Stühle, în Archiv des Vereins für Siebenbürgische Landeskunde, XXI (1887), pp. 313-366.

- Regesten zur Geschichte Siebenbürgens vom Jahre 1551-1817 aus dem K.K.Kriegs Archiv Kien, în Korrespondenzblatt, VII (1885), pp. 65-70.

- Urkundliche Beiträge zur Geschichte von der Schlachtbei Mohacs bis zum Frieden von Großwardein, în Archiv des Vereins für Siebenbürgische Landeskunde, XXVI  (1894-1895), pp. 223-287; 607-672; XXVIII (1898), pp. 441-581; XXIX (1900), pp. 507-660.

- Gewerbe und Handel im 14 în Bilder aud der vaterlandischen Geschichte, Ed. Fr. Teutsch, II, Sibiu, 1899, pp. 59-68.[1][2]